# Saadat Ali Khan II
Yamin-ud-daula-Nawab Saadat Ali Khan ((in persiano: سعادت علی خان, Hindi: सआदत अली ख़ान, Urdu: سعادت علی خان); 1752 – Lucknow, 11 luglio 1814) è stato il sesto nawwāb di Awadh (odierna India).

## Vita
Era il secondo figlio di Nawab Shuja-ud-daula. Saadat Ali Khan succedette a suo nipote, Mirza Wazir `Ali Khan, al trono di Oudh nel 1798. Saadat Ali Khan fu incoronato il 21 gennaio 1798 al Palazzo Bibiyapur di Lucknow, da Sir John Shore.
Gran parte degli edifici tra Kaiserbagh e Dilkusha furono costruiti da lui. Aveva un palazzo chiamato Dilkusha Kothi progettato e costruito da Sir Gore Ouseley nel 1805.

## Morte
Nawab Saadat Ali Khan morì nel 1814 e fu sepolto accanto a sua moglie Khursheed Zadi a Qaisar Bagh.

## Galleria d'immagini

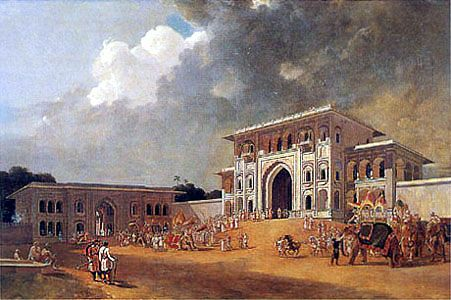
Porte del palazzo a Lucknow di W. Daniell, 1801
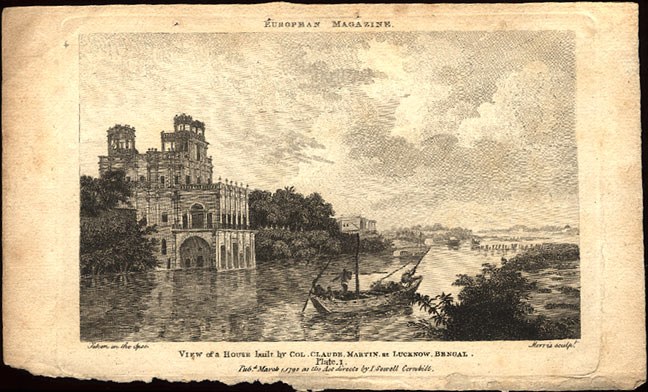
La casa di Claude Martin che fu acquistata da Saadat Ali Khan per 50.000 rupie
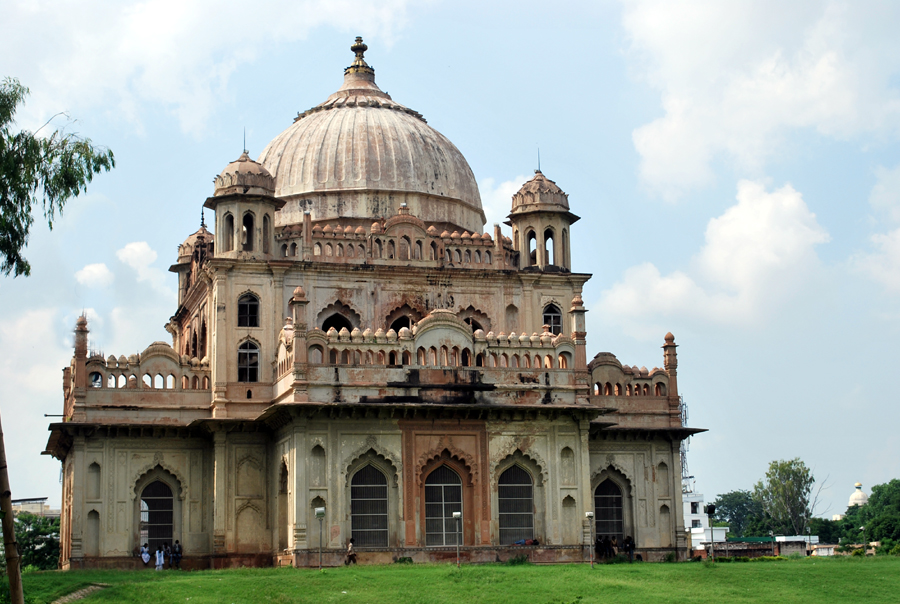
Tomba di Nawab Saadat Ali Khan II, a Qaiser Bagh, Lucknow